# 땅에서도 이루어지소서
《땅에서도 이루어지소서》는 한국방송공사 1TV 특집드라마이다.

## 제작진
- 극본 : 이재우
- 연출 : 최상현

## 출연진
- 이낙훈
- 강효실
- 김봉근
- 방숙례
- 홍영자
- 전무송
- 남윤정
- 이동진
- 한정국
- 유병준
- 장희진
- 안옥희